# Casamento de Eduardo VII do Reino Unido e Alexandra da Dinamarca
O casamento de Alberto Eduardo, Príncipe de Gales e Princesa Alexandra da Dinamarca, mais tarde Eduardo VII e Alexandra do Reino Unido, ocorreu em 10 de março de 1863 na Capela de São Jorge, no Castelo de Windsor. A cerimônia foi o primeiro casamento real a acontecer no local, e o último de um Príncipe de Gales até o matrimônio de Carlos, Príncipe de Gales (agora Carlos III do Reino Unido) e Lady Diana Spencer em 1981.

## Noivado

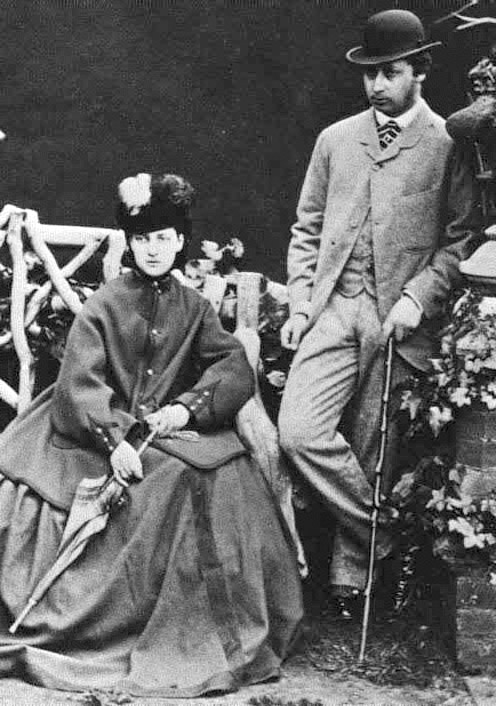
Princesa Alexandra da Dinamarca e o Príncipe de Gales (mais tarde Eduardo VII e Rainha Alexandra)

Antes de seu casamento, Alberto, mais referido como Bertie por sua família, conquistou uma reputação de príncipe mulherengo, e sua reputação era altamente detestada por seus pais, a Vitória do Reino Unido e Alberto, Príncipe Consorte, que procuravam encerrar esse assunto por meio de um casamento do filho e, assim, trazer estabilidade e responsabilidade à sua vida.
Em 1858, o casal iniciou o processo para encontrar uma noiva adequada para seu filho, dando preferência para protestantes alemãs, assim como a ascendência da família, dessa forma, a irmã mais velha do príncipe, Vitória, Princesa Real do Reino Unido (então Princesa Herdeira da Prússia), ajudou a mãe na elaboração de uma lista de noivas em potencial, sendo a quinta da lista a Princesa Alexandra da Dinamarca, de treze anos, a filha mais velha do Príncipe Cristiano de Eslésvico-Holsácia-Sonderburgo-Glucksburgo (mais tarde Cristiano IX da Dinamarca) e Luísa de Hesse-Cassel. No final, o pai de Bertie concordou com a escolha de Alexandra, comentando que ela era “a única a ser escolhida”. O Príncipe Alberto Eduardo e a Princesa Alexandra se conheceram em 24 de setembro de 1861 na Catedral de Speyer, na Alemanha, em um acordo arquitetado pela Princesa Vitória.
Em 14 de dezembro daquele ano, o Príncipe Alberto morreu de febre tifoide, fazendo com que a Rainha entrasse em um profundo estado de luto, culpando Bertie e seus casos promíscuos, mais recentemente com a atriz Nellie Clifden, que causou uma rixa entre pai e filho, pela morte de seu marido. Em uma possível tentativa de apaziguar a mãe, seguindo os desejos do falecido príncipe consorte, Bertie pediu Alexandra em casamento no encontro seguinte, ficando noivos em 9 de setembro de 1862 no Castelo Real de Laeken, na Bélgica.
Alexandra desembarcou na Grã-Bretanha no HMY Victoria and Albert em 7 de março de 1863, poucos meses após o noivado, sendo recebida por grandes multidões em Gravesend, Kent, onde se uniu ao Príncipe de Gales no trem real para uma viagem até Londres, onde foi saudada pela ansiosa Rainha Vitória.

## Casamento
A Rainha decidiu que a cerimônia deveria ser realizada na Capela de São Jorge, no Castelo de Windsor, na época um local incomum, uma vez que os casamentos reais normalmente aconteciam em Londres. A imprensa reclamou que o público não conseguiria assistir ao evento ou ver os recém-casados na costumeira procissão pelas ruas, além disso, algumas pessoas que esperavam convites ficaram desapontadas porque o evento havia sido planejado para ser de pequeno porte para os padrões reais, até mesmo apenas a família próxima da Princesa Alexandra foi convidada.
Na manhã de 10 de março de 1863, a procissão de carruagens começou no Castelo de Windsor, sendo levados em poucos minutos para a capela que estava nas proximidades da residência. A família real dinamarquesa foi a primeira, seguida pelos membros da família real britânica, logo após veio o Príncipe de Gales e sua comitiva na penúltima carruagem, com a noiva vindo por último. A Rainha Vitória não participou da procissão, sendo levada à capela em particular, e sendo acompanhada por seu cunhado, Ernesto II de Saxe-Coburgo-Gota, de onde assistiu à cerimônia com roupas de luto e do andar de cima, fora da vista dos outros convidados. O evento foi conduzido por Charles Longley, Arcebispo da Cantuária.
A Princesa Alexandra contou com a presença de oito damas de honra, sendo elas: Diana Beauclerk, Victoria Montagu-Douglas-Scott, Victoria Howard, Elma Bruce, Agneta Yorke, Emily Villiers (substituindo Hariot Georgina Hamilton-Rowan que estava indisposta naquele dia), Eleanor Hare e Feodorowna Wellesley. Além disso, ela foi apoiada por seu pai, o Príncipe Cristiano, e pelo Príncipe Jorge, Duque de Cambridge. O Príncipe de Gales foi apoiado por seu tio, o Príncipe Ernesto, Duke de Saxe-Coburgo-Gota, e por seu cunhado, Frederico, Príncipe Herdeiro da Prússia.
Após a cerimônia, o Príncipe e a Princesa de Gales retornaram ao Castelo de Windsor junto com os demais convidados. Muitos dos convidados reais serviram como testemunhas, como a Rainha Vitória, os irmãos do Príncipe de Gales e seus cônjuges, a família da Princesa Alexandra, bem como os ministros dinamarqueses e britânicos e o Lord Chancellor assinando o registo de casamento. Um banquete foi realizado no Salão de Jantar de Estado para os convidados reais e no Salão de São Jorge para os membros da família e outros convidados. O casal passou a lua de mel em Osborne House, na Ilha de Wight.